# Georg Henisch
Georg Henisch (słow. Juraj Henisch; ur. 24 kwietnia 1549 w Bardejowie, zm. 31 maja 1618 r. w Augsburgu) – niemiecki lekarz, matematyk, astronom, pisarz, tłumacz, leksykograf i wydawca epoki humanizmu.

## Życiorys
Rodzinne miasto opuścił w młodym wieku. Gimnazjum ukończył w Linzu, a następnie studiował na uniwersytecie w Wittenberdze, gdzie jego mentorem był Hieronymus Wolf, uczeń Melanchtona. Po dalszych studiach na uniwersytetach w Lipsku i Paryżu przeniósł się do Bazylei, gdzie w 1576 r. uzyskał stopień doktora. Tu został członkiem kolegium lekarskiego i dziekanem wydziału lekarskiego uniwersytetu w Bazylei. Następnie pod wpływem augsburskiego patrycjusza Marcusa Welsera, późniejszego burmistrza tego miasta, osiadł w Augsburgu. Pracował tam jako lekarz oraz nauczyciel w gimnazjum protestanckim, ucząc greki, łaciny, języka hebrajskiego i retoryki. Przez pewien czas był również zarządcą i inspektorem augsburskiej biblioteki miejskiej – w tym czasie opracował i opublikował pierwszy w dziejach katalog biblioteki publicznej.
Wydał drukiem blisko 70 pozycji, z czego 14 w Bazylei. Początkowo publikował w bazylejskim wydawnictwie Pietra Perny, ale już jego wydanie Hezjoda (1574) wyszło w słynnej oficynie założonej przez Johannesa Oporinusa.
Był autorem szeregu dzieł nie tylko z zakresu medycyny (w tym wielu odkrywczych), lecz także z geografii, astronomii i innych dziedzin nauk przyrodniczych. W języku niemieckim wydał szereg prac o minerałach i roślinach leczniczych. Opublikował także obszerny, 400-stronicowy podręcznik arytmetyki. Tłumaczył i wydawał utwory pisarzy antycznych. Poza Hezjodem opublikował m.in. neoplatońskie pisma Gemistosa Plethona, teksty Kreteńczyka Dictysa i liczne fragmenty antycznych dzieł medycznych. Wiele swoich prac dedykował zamożnym augsburskim patrycjuszom, w tym członkom bogatej rodziny Fuggerów, a także cesarskiemu generałowi i dyplomacie Lazarusowi von Schwendi.           Jest autorem słownika wielojęzycznego Teütsche Sprach und Weißheit, Augustae Vindelicorum 1616. Słownik Henischa miał duże znaczenie dla rozwoju leksykografii niemieckiej, jako jeden z pierwszych słowników z hasłami niemieckimi, uwzględniający w swej mikrostrukturze niemieckie wyrazy złożone, derywaty, frazeologizmy, przysłowia. Henisch nawiązuje do teorii wyrazów rdzennych Schotteliusa i grupuje hasła (alfabetycznie) wokół danego wyrazu rdzennego. Przykład: Dach: Dachbalck, Dachfenster, Dachloch, Dachziegel itd.             W mikrostrukturze uwzględnia strukturę semantyczną wyrazów, w tym wieloznaczność, a również etymologię (wyjaśnianą w języku łacińskim).    Podaje ekwiwalenty w 10 językach, w tym w języku polskim.
Do końca życia utrzymywał listowne kontakty z rodziną żyjącą w Królestwie Węgier oraz z wieloma działającymi tam profesorami i protestanckimi pastorami.
W Bardejowie imię Georga Henischa nosi zespół szkół (Spojená škola Juraja Henischa v Bardejove) składający się z gimnazjum i średniej zawodowej szkoły technicznej.